# Charles-Philippe Ronsin
Pour l’article homonyme, voir Ronsin.
Charles-Philippe Ronsin, né le 1er décembre 1751 à Soissons, et guillotiné le 4 germinal an II (24 mars 1794) à Paris, est général de division de la Révolution française.

## Biographie
Fils d'un maître tonnelier, Ronsin s'engage le 7 octobre 1768 au régiment d'Aunis. Le 16 mai 1772 il quitte l'armée avec le grade de caporal et devient précepteur et dramaturge (Théâtre de M. Ronsin imprimé au profit de sa belle-mère, in-12, 1786). Il se lie alors avec Jacques-Louis David.
Accueillant favorablement la Révolution, il devient capitaine de la garde bourgeoise du district de Saint-Roch en juillet 1789 et fait représenter plusieurs pièces patriotiques dans les théâtres de la capitale entre 1790 et 1792 (Louis XII, père du peuple, La ligue des fanatiques et des tyrans, Arétaphile, La fête de la liberté).
En avril 1792 il s'installe dans la section du Théâtre-Français, où il fréquente le Club des cordeliers. En août et en septembre, le Conseil exécutif lui confie trois missions. Le 22 novembre le ministre de la guerre Pache le nomme commissaire-ordonnateur en Belgique auprès de l'armée du Nord de Dumouriez. À ce poste il dénonce les exactions des fournisseurs aux armées protégés par le général. Le 23 avril 1793 il est nommé adjoint du ministre de la guerre Bouchotte. En mai il part en Vendée, pour assurer la fourniture aux armées ; il y joue un rôle important, à côté des envoyés en mission de la Convention nationale.
Grâce à ses appuis parmi les Cordeliers et au ministère, il est nommé le 1er juillet 1793 capitaine au 13e régiment de cavalerie, puis chef d'escadron le 2 juillet, adjudant-général chef de brigade le 3 juillet, et général de brigade employé à l'armée des côtes de La Rochelle le 4 juillet suivant. En septembre 1793 il devient général en chef de l'armée révolutionnaire de Paris. Violent et d'un tempérament emporté, il se révèle cependant un bon administrateur, honnête et intelligent, dans ses différentes fonctions. Son ascension fulgurante et son caractère lui valent toutefois de nombreux ennemis, en particulier Philippeaux.
Le 17 décembre 1793 il est arrêté à la demande de Fabre d'Églantine, avant d'être libéré un mois et demi après le 2 février 1794, avec Vincent, grâce à une campagne des Cordeliers en sa faveur. Adversaire du modérantisme, il défend devant les Cordeliers l'appel à l'insurrection des Hébertistes le 2 mars. Toutefois, cinq jours après, il revient sur ses propos et défend un programme d'union des républicains. Ses maladresses favorisent la thèse d'un complot militaire, visant à remplacer le gouvernement révolutionnaire par une dictature militaire, avec l'aide de l'armée révolutionnaire, défendue par Fouquier-Tinville, qui le présente comme un « nouveau Cromwell ». Arrêté le 14 mars, il est guillotiné avec : Vincent, Momoro, De Kock et Cloots le 24 mars 1794. Lors de son exécution, il fait preuve d'un remarquable courage. Trois jours après sa mort, l'armée révolutionnaire est licenciée.

## Déclaration 2271 du 25 ventose an II
« Déclaration de Claude Vezu, dit Jean-Bart, âgé de 43 ans, général de division commandant ci-devant la division de Maubeuge, demeurant à Paris, rue des Marmousets en la Cité, reçu par Gabriel Deliège, juge au Tribunal révolutionnaire, portant que Charles-Philippe Ronsin est arrivé en Belgique à l'armée de Dumouriez, en remplacement de Malar, en qualité de commissaire ordonnateur, alors que lui commandait le 3e bataillon de Paris, qu'il réclama ainsi que plusieurs chefs de corps, audit Ronsin des effets d'habillement et des chaussures pour les soldats sans pouvoir en obtenir que très peu, au point que les soldats s'en retournèrent dans leurs familles et que le corps de 30 000 hommes chargé de garder les bords de la Roer, fut réduit à 10 ou 12 000 hommes, ce dont l'ennemi profita pour passer cette rivière et écraser les troupes françaises, attendu que du bataillon du déclarant il n'échappa que 5 ou 6 hommes, mais en évacuant Liège ou Bruxelles, leur surprise fut grande d'apprendre que les magasins étaient remplis d'habillement, notamment à Liège, où il y avait une église pleine de souliers avec 80 000 aunes de draps sous la surveillance de Ronsin, commissaire ordonnateur et de Lambert, commissaire subordonné à Ronsin, et dont l'ennemi s'empara, ce qui n'a pas peu contribué au désastre des troupes françaises en Belgique et fait présumer que Ronsin et Lambert étaient en intelligence avec l'infâme Dumouriez et les scélérats qui ont trahi la patrie ».

## Déclaration 2321 du 20 pluviose an II
« Déclaration du général Vezu, au sujet de Vincent et de Charles-Philippe Ronsin, dont on fait grand bruit, et qui créent une lutte continuelle entre deux partis, donnant les renseignements à sa connaissance sur leur conduite; disant au sujet de Vincent qu'il ne le connaît pas particulièrement, mais que le Département de la Guerre fonctionne on ne peut plus mal, et qu'il faut l'attribuer aux chefs de l'entourage du ministre, qui est honnête homme et bon patriote.
En ce qui concerne Ronsin, tantôt commissaire des guerres et successivement général, mais sûrement intrigant et ambitieux, il remplaça Malar en qualité de commissaire en chef en Belgique, et eut pour second Lambert. Ces deux individus, dépositaires de tous les effets renfermés dans les magasins de la République, aimèrent mieux les laisser prendre aux ennemis que de les donner aux soldats de la patrie, qui passèrent l'hiver le plus dur, au bivouac et dans les bois, sans habillements et sans souliers, ce qui causa de grandes maladies et une désertion considérable, qui réduisit l'armée chargée de garder la Roer de 30 000 hommes à 10 000, source de tous les malheurs survenus en Belgique, et lorsqu'il fallut battre en retraite, on apprit avec indignation que les magasins de Bruxelles et de Liège étaient remplis d'effets et de draps.Notamment qu'à Liège il y avait une église pleine de souliers et de bottés, avec 80 000 aunes de draps, quantité de capotes et autres habillements.
Malgré tout cela, ces deux hommes ont conservé leurs places et trouvent tant de défenseurs et de protecteurs. Les mêmes faits à la charge du commissaire Drolenvaux sont cités par le général Vezu, qui fut révolté de voir que les magasins regorgeaient de vêlements, tandis que les malheureux soldats mouraient de froid dans les champs. Le général s'en plaignit au représentant Prieur de la Côte-d'Or, qui lui reprocha de ne pas avoir fait arrêter ce commissaire, auquel Prieur le général Vezu répondit qu'il le croyait protégé de Bouchotte et qu'on aurait pu croire à une animosité personnelle de sa part ».

## Sources
- Georges Six, Dictionnaire biographique des généraux & amiraux français de la Révolution et de l'Empire (1792-1814), Paris : Librairie G. Saffroy, 1934, 2 vol., p. 388
- Albert Soboul (dir.), Dictionnaire historique de la Révolution française, Quadrige/PUF, 1989, article « Ronsin, Charles Philippe » de Raymonde Monnier